# Miss Provence
Miss Provence est un concours de beauté annuel concernant les jeunes femmes de la région Provence (départements des Alpes-de-Haute-Provence, des Bouches-du-Rhône, des Hautes-Alpes, et du Vaucluse). Il est qualificatif pour l'élection de Miss France, retransmise en direct sur la chaîne TF1, en décembre, chaque année.
Une Miss issue de la région Provence a été couronnée Miss France : Sylvie Paréra, Miss France 1979, élue sous le titre de Miss Marseille.

## Élections locales qualificatives
- Miss Alpes du Sud ;
- Miss Alpilles ;
- Miss Bouches-du-Rhône ;
- Miss Roussillon en Provence ;
- Miss Saint-Raphaël ;
- Miss Var.
- Miss Vaucluse.

## Synthèse des résultats
Note : Toutes les données ne sont pas encore connues.
- Miss France : Juliette Figueras (1948, Miss Marseille)[Note 1] ; Sylvie Paréra (1978, Miss Marseille)
- 1re dauphine : Tatiana Bouguer (1999) ; Lou Ruat (2019) ; April Benayoum (2020)
- 2e dauphine : Laëtizia Giovanelli Penmellen (2013), Adélina Blanc (2023)
- 3e dauphine : Emilie Corbi (2009) ; Solène Froment (2011) ; Julia Courtès (2015)
- 4e dauphine : Jennifer Willey (1998)
- 5e dauphine : Brigitte Hermelin (1976, Miss Marseille) ; Analisa Kebaili (2010) ; Wynona Gueraini (2018)
- 6e dauphine : Sarah Desage (1995)
- Top 12/Top 15 : Pascale Delzenne (1996) ; Laetitia Duffaux (2001) ; Lydia Podossenoff (2005) ; Marine Mahiques (2012) ; Anne-Laure Fourmont (2014) ; Kleofina Pnishi (en) (2017)

## Les Miss
Note : Toutes les données ne sont pas encore connues
| Année | Nom                           | Âge    | Taille | Résidence             | Classement local/régional                                                                         | Classement à Miss France                                                            | Autres                                                                                                  |
| ----- | ----------------------------- | ------ | ------ | --------------------- | ------------------------------------------------------------------------------------------------- | ----------------------------------------------------------------------------------- | --- |
| 1948  | Juliette Figueras             | 19 ans | 1,63 m | Arles                 |                                                                                                   | Miss France 1949                                                                    | Sous le nom de Miss Marseille, ou comme d'autres sources l'indiquent, de Miss Paris,.                   |
| 1950  | Viviane Capet                 |        | 1,60 m |                       |                                                                                                   |                                                                                     | Sous le nom de Miss Marseille                                                                           |
| 1951  | Yvonne de Santis              |        |        |                       |                                                                                                   |                                                                                     | |
| 1970  | Marie-Pierre Gauzan           | 19 ans |        |                       |                                                                                                   |                                                                                     | Sous le nom de Miss Marseille                                                                           |
| 1976  | Brigitte Hermelin             |        |        |                       |                                                                                                   | 5e dauphine de Miss France 1977                                                     | Sous le nom de Miss Marseille                                                                           |
| 1977  | Marie-Dominique Calanducci    |        |        |                       |                                                                                                   |                                                                                     | Sous le nom de Miss Marseille                                                                           |
| 1978  | Sylvie Paréra                 | 18 ans |        | Les Pennes-Mirabeau   |                                                                                                   | Miss France 1979                                                                    | Sous le nom de Miss Marseille Miss Europe Elégance 1980 Miss International Photogénie 1980              |
| 1985  | Catherine Masson              |        |        |                       |                                                                                                   |                                                                                     | |
| 1986  | Juliette Ben                  |        |        |                       |                                                                                                   |                                                                                     | Sous le nom de Miss Comtat Venaissin                                                                    |
| 1986  | Nathalie Puerari              |        |        | Salernes              |                                                                                                   |                                                                                     | |
| 1988  | Nathalie Wernert              | 17 ans | 1,73 m |                       |                                                                                                   |                                                                                     | |
| 1989  | Hélène Michaud                |        |        |                       |                                                                                                   |                                                                                     | |
| 1990  | Alexandra Devilleneuve        |        |        |                       |                                                                                                   |                                                                                     | Sous le nom de Miss Côte Bleue                                                                          |
| 1990  | Véronique Laval               |        |        |                       |                                                                                                   |                                                                                     | |
| 1991  | Annabel Trapani               |        |        |                       |                                                                                                   |                                                                                     | Sous le nom de Miss Côte Bleue                                                                          |
| 1991  | Barbara Ghigi                 |        |        |                       |                                                                                                   |                                                                                     | |
| 1992  | Sonia Dziabas                 | 18 ans |        |                       |                                                                                                   |                                                                                     | |
| 1993  | Maryline Dubuc                | 22 ans |        |                       |                                                                                                   |                                                                                     | |
| 1994  | Sophie Archambault            |        |        |                       |                                                                                                   |                                                                                     | |
| 1995  | Sarah Desage                  |        |        | Sospel                |                                                                                                   | 6e dauphine de Miss France 1996                                                     | |
| 1996  | Pascale Delzenne              |        |        |                       |                                                                                                   | Figure parmi les 12 demi-finalistes à l'élection de Miss France 1997                | |
| 1997  | Alexia Russo                  | 22 ans | 1,82 m |                       |                                                                                                   |                                                                                     | |
| 1998  | Jennifer Willey               | 20 ans | 1,77 m | Eyguières             |                                                                                                   | 4e dauphine de Miss France 1999                                                     | |
| 1999  | Tatiana Bouguer               | 22 ans | 1,71 m | Bormes-les-Mimosas    |                                                                                                   | 1re dauphine de Miss France 2000                                                    | Miss International France 2000                                                                          |
| 2000  | Johanne Grall                 |        |        | La Londe-les-Maures   |                                                                                                   |                                                                                     | |
| 2001  | Lætitia Duffaux               | 20 ans | 1,81 m | Cavaillon             |                                                                                                   | Figure parmi les 12 demi-finalistes à l'élection de Miss France 2002                | Miss Model of the World France 2001                                                                     |
| 2002  | Béatrice Poorterman           |        |        |                       |                                                                                                   |                                                                                     | |
| 2003  | Émilie Ladsous                |        |        |                       |                                                                                                   |                                                                                     | |
| 2004  | Angélique Faure               | 22 ans | 1,76 m | Gap                   |                                                                                                   |                                                                                     | |
| 2005  | Lydia Podossenoff             | 23 ans | 1,80 m | Barrême               |                                                                                                   | Figure parmi les 12 demi-finalistes à l'élection de Miss France 2006 et termine 11e | Actuelle déléguée régionale des comités Miss Provence et Miss Côte d'Azur                               |
| 2006  | Stéphanie Gros                | 24 ans | 1,74 m | Les Issambres         | 2e dauphine (ex æquo) de Miss Côte d'Azur 2004 ; Miss Cannes 2005 ; 2e dauphine de Miss Nice 2005 |                                                                                     | |
| 2007  | Angélique Donat               | 23 ans | 1,78 m | La Garde              | Miss Var 2007                                                                                     |                                                                                     | |
| 2008  | Laurie Imbert                 | 19 ans | 1,72 m | Martigues             | Miss Bouches-du-Rhône 2008                                                                        |                                                                                     | Prix du costume folklorique à Miss France 2009                                                          |
| 2009  | Émilie Corbi                  | 21 ans | 1,76 m | Bouc-Bel-Air          | Miss Istres 2009                                                                                  | 3e dauphine de Miss France 2010                                                     | |
| 2010  | Analisa Kebaili               | 18 ans | 1,71 m | Marseille             | Miss Marseille 2010                                                                               | 5e dauphine de Miss France 2011                                                     | Miss Supranational Europe 2011                                                                          |
| 2011  | Solène Froment                | 19 ans | 1,81 m | Aix-en-Provence       | 1re dauphine de Miss Bouches-du-Rhône 2011                                                        | 3e dauphine de Miss France 2012                                                     | Top 20 à Miss Supranational 2012                                                                        |
| 2012  | Marine Mahiques               | 19 ans | 1,76 m | Seillans              |                                                                                                   | Figure parmi les 12 demi-finalistes à l'élection de Miss France 2013 et termine 9e  | |
| 2013  | Laëtizia Giovanelli Penmellen | 19 ans | 1,71 m | Villecroze            | Miss Var 2013                                                                                     | 2e dauphine de Miss France 2014                                                     | Prix de la photogénie à Miss Terre 2014 (abandon médical)                                               |
| 2014  | Anne-Laure Fourmont           | 21 ans | 1,74 m | Toulon                | 2e dauphine de Miss Provence 2013 ; 1re dauphine de Miss Var 2013                                 | Figure parmi les 12 demi-finalistes à l'élection de Miss France 2015 et termine 9e  | |
| 2015  | Julia Courtès                 | 18 ans | 1,72 m | Martigues             | Miss Côte Bleue 2015                                                                              | 3e dauphine de Miss France 2016                                                     | |
| 2016  | Noémie Mazella                | 19 ans | 1,76 m | Marseille             | Miss Marseille 2016                                                                               |                                                                                     | Prix de l'élégance à Miss France 2017                                                                   |
| 2017  | Kleofina Pnishi (en)          | 23 ans | 1,70 m | Peyrolles-en-Provence | Miss Bouches-du-Rhône 2017                                                                        | Figure parmi les 12 demi-finalistes à l'élection de Miss France 2018 et termine 10e | Participe à Pékin Express : La Route des 50 volcans avec Miss Côte d'Azur 2017 Julia Sidi Atman en 2019 |
| 2018  | Wynona Gueraini               | 19 ans | 1,73 m | Marignane             | Miss Bouches-du-Rhône 2018                                                                        | 5e dauphine de Miss France 2019                                                     | Remplace Aurélie Pons qui s'est désistée pour des raisons personnelles et professionnelles              |
| 2019  | Lou Ruat                      | 19 ans | 1,70 m | Aix-en-Provence       | Miss Bouches-du-Rhône 2019                                                                        | 1re dauphine de Miss France 2020                                                    | |
| 2020  | April Benayoum                | 21 ans | 1,76 m | Éguilles              | Miss Pays d'Aix 2020                                                                              | 1re dauphine de Miss France 2021                                                    | Top 13 à Miss Monde 2021                                                                                |
| 2021  | Eva Navarro                   | 19 ans | 1,70 m | Istres                | 1re dauphine de Miss Côte Bleue 2021                                                              |                                                                                     | |
| 2022  | Chana Goyons                  | 18 ans | 1,80 m | Gassin                |                                                                                                   |                                                                                     | |
| 2023  | Adélina Blanc                 | 25 ans | 1,74 m | Eyragues              | Miss Alpilles 2023                                                                                | 2e dauphine de Miss France 2024                                                     | |
| 2024  | Mégane Bertaud                | 24 ans | 1,73 m | Saint-Raphaël         | Miss Saint-Raphaël 2024                                                                           |                                                                                     | |
| 2025  | Julie Zitouni                 | 26 ans | 1,72 m | Marseille             | Miss Alpilles 2025                                                                                |                                                                                     | |

## Palmarès par département depuis 2003
- Bouches-du-Rhône : 2003, 2008, 2009, 2010, 2011, 2015, 2016, 2017, 2018, 2019, 2020, 2021, 2023, 2025 (14)
- Var : 2006, 2007, 2012, 2013, 2014, 2022, 2024 (7)
- Alpes-de-Haute-Provence : 2005 (1)
- Hautes-Alpes : 2004 (1)
- Vaucluse: (0)

## Palmarès à l'élection Miss France depuis 2000
- Miss France:
- 1re dauphine: 2000, 2020, 2021,
- 2e dauphine: 2014, 2024
- 3e dauphine: 2010, 2012, 2016
- 4e dauphine:
- 5e dauphine: 2011, 2019
- 6e dauphine:
- Top 15 puis 12 : 2002, 2005, 2006, 2013, 2015, 2018
- Classement des régions pour les 10 dernières élections (Miss France 2015 à 2024) : 4e sur 30[Note 2].

## A retenir
- Meilleur classement de ces 10 dernières années : Lou Ruat et April Benayoum, 1re dauphine de Miss France 2020 et Miss France 2021.
- Dernier classement réalisé : Adelina Blanc, Miss Provence 2023, 2e  dauphine de Miss France 2024.
- Dernière Miss France : Sylvie Parera, élue Miss France 1979.